# Liste der Kellergassen in Velm-Götzendorf
Die Liste der Kellergassen in Velm-Götzendorf führt die Kellergassen in der niederösterreichischen Gemeinde Velm-Götzendorf an.
| Foto |                 | Kellergasse                        | Standort                     | Beschreibung |
| ---- | --------------- | ---------------------------------- | ---------------------------- | --- |
| ja   | Datei hochladen | „Loidesthaler Straße“              | KG: Velm-Götzendorf Standort | Die Kellergasse ist eine einseitige Einzelkellergasse in Hohlweglage. Sie besteht aus 8 Gebäuden und hat eine Länge von 70 Metern.                                                        |
| ja   | Datei hochladen | Am Kellerberg                      | KG: Velm-Götzendorf Standort | Die Kellergasse ist ein beidseitiges Kellergassensystem in Hanglage. Sie besteht aus 95 Gebäuden und hat eine Länge von 2000 Metern. Die älteste Datierung geht auf das Jahr 1907 zurück. |
| ja   | Datei hochladen | Hauptstraße („Richtung Spannberg“) | KG: Velm-Götzendorf Standort | Die Kellergasse ist eine einseitige Einzelkellergasse an einer Geländekante. Sie besteht aus 23 Gebäuden und hat eine Länge von 180 Metern.                                               |
| ja   | Datei hochladen | Hauptstraße „Richtung Waidendorf“  | KG: Velm-Götzendorf Standort | Die Kellergasse ist eine einseitige Einzelkellergasse in Hanglage. Sie besteht aus 10 Gebäuden und hat eine Länge von 100 Metern. Die älteste Datierung geht auf das Jahr 1888 zurück.    |
| BW   | Datei hochladen | Kellergasse                        | KG: Velm-Götzendorf Standort | Die Kellergasse ist ein einseitiges Kellergassensystem in Hanglage. Sie besteht aus 38 Gebäuden und hat eine Länge von 520 Metern. Die älteste Datierung geht auf das Jahr 1854 zurück.   |

| Foto:                    | Fotografie der Kellergasse (Gesamtheit). Klicken des Fotos erzeugt eine vergrößerte Ansicht. Daneben finden sich zwei Symbole: \| Weitere Bilder vorhanden \| Das Symbol bedeutet, dass weitere Fotos des Objekts verfügbar sind. Durch Klicken des Symbols werden sie angezeigt. \| \| Eigenes Foto hochladen \| Durch Klicken des Symbols können weitere Fotos des Objekts in das Medienarchiv Wikimedia Commons hochgeladen werden. \| |
| Name:                    | Bezeichnung der Kellergasse |
| Standort:                | Es ist die Katastralgemeinde (KG) angegeben. Durch Aufruf des Links Standort wird die Lage der Kellergasse in verschiedenen Kartenprojekten angezeigt. |
| Beschreibung             | Kurze Beschreibung der Kellergasse |
| Weitere Bilder vorhanden | Das Symbol bedeutet, dass weitere Fotos des Objekts verfügbar sind. Durch Klicken des Symbols werden sie angezeigt. |
| Eigenes Foto hochladen   | Durch Klicken des Symbols können weitere Fotos des Objekts in das Medienarchiv Wikimedia Commons hochgeladen werden. |